# Эмма Каммингс
Эмма Каммингс (англ. Emma Cummings, настоящее имя Криста Илин Мартинес англ. Krista Ileen Martinez, род. 29 марта 1987, Лас-Вегас, Невада) — американская порноактриса, лауреат премии AVN Awards.

## Биография
Родилась 29 марта 1987 года в Лас-Вегасе. Дебютировала в порноиндустрии в 2006 году, в возрасте 19 лет.
Снималась для таких студий, как Anabolic Video, Devil’s Films, Elegant Angel, Evil Angel, Hustler, White Ghetto Films и многие другие.
В 2009 году получила AVN Awards в номинации «самая скандальная сцена секса» за фильм Night of the Giving Head вместе с Кристианом, Энни Круз, Никки Роудс, Ребеккой Лейн, Киви Линг, Раккой Линг и Кэролайн Пирс.
Ушла из индустрии, снявшись более чем в 150 фильмах.

## Награды и номинации
- 2008 URBAN SPICE AWARDS, номинация — Best Anal Performer[7]
- 2008 URBAN SPICE AWARDS, номинация — Best Interracial Star[7]
- 2009 AVN Awards — самая скандальная сцена секса, Night of the Giving Head
- 2009 AVN Awards — невоспетая старлетка года[8]

## Избранная фильмография
- Night of the Giving Head